# Linux oops

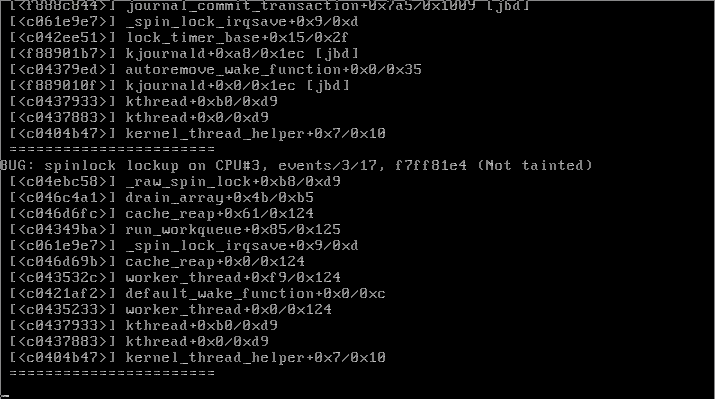
Вывод на экран при возникновении oops в Fedora Core.

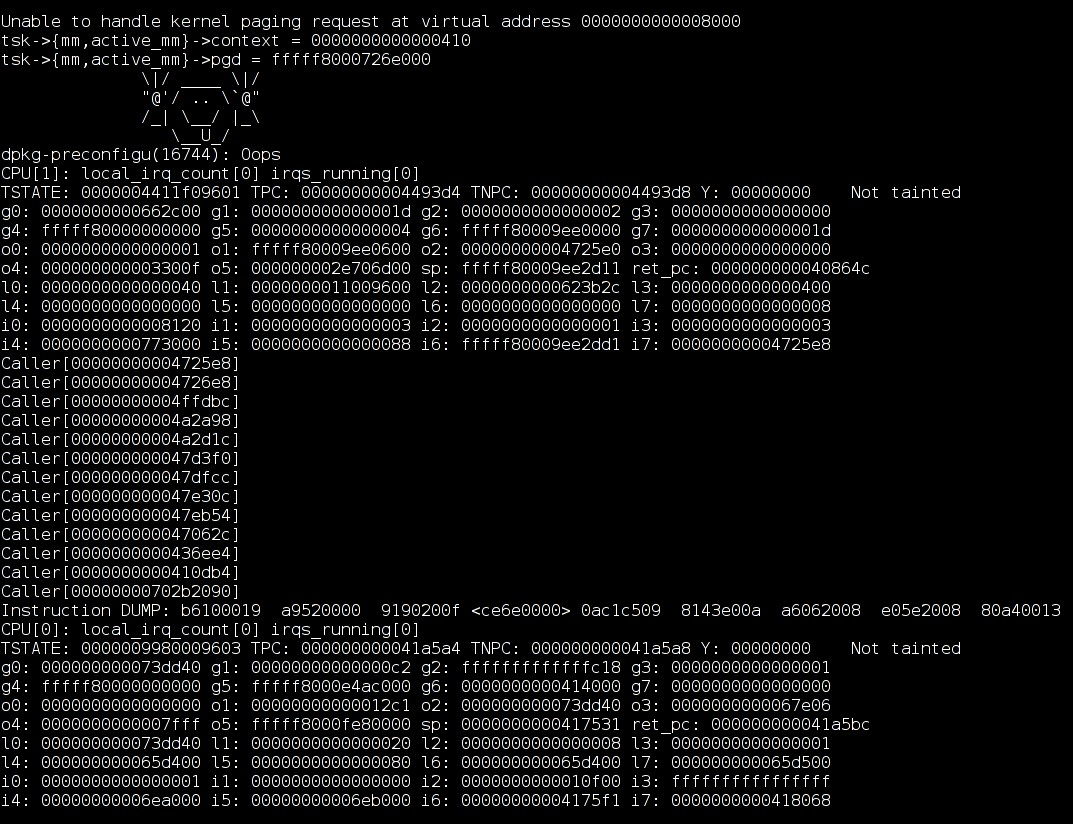
Linux kernel oops на SPARC.

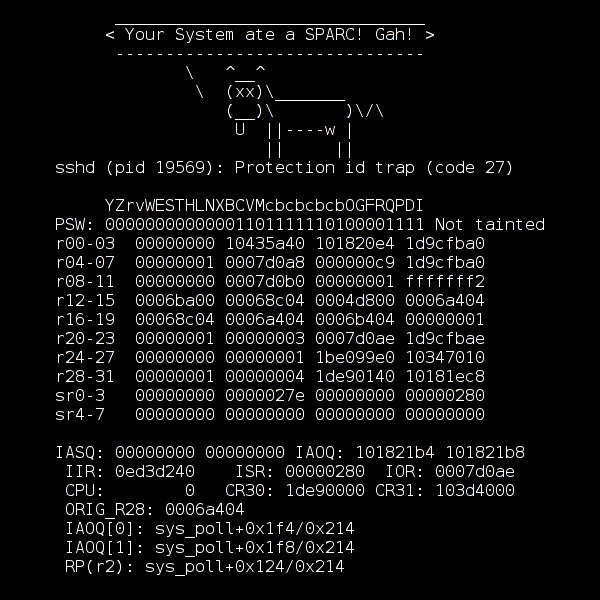
Linux kernel oops на PA-RISC.

Oops — функция ядра операционной системы Linux, вызываемая при отклонении от нормальной работы Linux. При oops’е ядро создаёт запись в логе с описанием ошибки. Нередко за вызовом oops следует вызов kernel panic с последующей остановкой или перезапуском системы.
Когда ядро замечает проблему, на экран выводится сообщение об ошибке. Это сообщение используется разработчиками для исправления программного кода ядра.
После oops’а некоторые ресурсы системы могут быть недоступны. Kernel panic чаще всего возникает, когда система пытается использовать несуществующие ресурсы.
При выяснении причин возникновения oops может помочь изучение содержимого файла System.map.

## Автоматизированный сбор информации
Существует программа kerneloops-daemon для автоматической отправки информации, сопутствующей возникновению oops, на сайт kerneloops.org. Эта программа представляет собой программу-демон, проверяющую системный лог на предмет соответствующей информации. В случае её обнаружения, она автоматически передаёт её на сайт kerneloops.org.